# Arthrolips scitulum
Arthrolips scitulum là một loài bọ cánh cứng trong họ Corylophidae. Loài này được LeConte miêu tả khoa học đầu tiên năm 1852.